# L'Automobile
A L'Automobile Distribuidora de Veículos Ltda. foi uma fabricante brasileira de automóveis. Criada em 1975, em São Paulo (SP), por Claudio Campuzzano e Guillermo Pardo, inicialmente fabricava réplicas de automóveis históricos utilizando principalmente a mecânica VW a ar.

Em 1978, no XI Salão do Automóvel, a L’Automobile apresentou o Ventura, um cupê que utilizava plataforma do Brasília,  motor do Variant II, faróis do Dodge Polara e, na traseira, as lanternas do Alfa Romeo SL. Chegou a ter algumas unidades  exportadas para Europa e EUA.
Em 1981, iniciou suas novas instalações em São Bernardo do Campo(SP), passando então a produzir uma média de 60 unidades por mês. No XII Salão do Automóvel, apresentou o Ventura RS, equipado com motor 1.6 do Passat 1.6, refrigerado a água. 
Em 1983, devido a recessão que o Brasil estava passando, a L'Automobile encerrou suas atividades, e seus proprietários colocaram a venda os moldes e projetos dos carros.
A L'Auto Craft Montadora de Veículos Ltda. foi sua sucessora, retomou a fabricação dos veículos da L'Automobile em Barra do Piraí (RJ). 
Em 1986, a L'Auto Craft passou então a produzir réplicas do Alfa Romeo, Dimo, Ford 1929 e Bugatti, além de dois modelos buggies e duas versões do Ventura. 
Em 1990, no XVI Salão do Automóvel, lançou o Sabre. Com carroceria em fibra de vidro, este esportivo de três volumes e traseira curta, utilizava mecânica do Opala 4.1. Possuía opção de cambio automático e estofamento de couro. Chamava a atenção a traseira, com um conjunto ótico abrangendo toda sua extensão.
Em 1997, com a abertura do mercado para os importados pelo Governo Collor, a L'Auto Craft não conseguiu competir com esse novo mercado e encerrou suas atividades, assim como praticamente todas as outras pequenas montadoras brasileiras.